# Loki (DC Comics)
Loki es un personaje ficticio, basado en el dios de la mitología nórdica del mismo nombre, introducido por Neil Gaiman en su historieta The Sandman.

## Descripción
Loki conserva las mismas características que el dios nórdico: es engañoso, astuto y posee vastos poderes relacionados con la ilusión y la pirogenesia. No es necesariamente malvado, pero es despiadado, y el estar atado a un compromiso le provoca dolor, por lo que se vuelve en contra de Morfeo.

## Historia
En The Sandman, Loki es liberado temporalmente por Odín en el arco argumental Estación de Nieblas para ayudarlo a convencer a Morfeo de que le entregue el Infierno de Lucifer para así escapar al Ragnarok. Aunque no lo consigue, engaña a los dioses nórdicos convirtiendo al dios del trueno japonés Susano O Nomikoto en una imagen suya, y reemplazándolo para escapar al aprisonamiento de debajo de la tierra. Esto es descubierto por Morfeo, quien decide hacer un pacto con Loki de enviar a un Sueño al aprisonamiento en su lugar, liberando a Susano.
Morfeo con esta acción pretende que Loki quede en deuda con él. Sin embargo, esta acción del Señor del Sueño es como mínimo desafortunada, puesto que se gana la enemistad de Odín, quien temporalmente le declara la guerra a Morfeo, aunque tras conversar con él lo perdona, puesto que "si quisiera matar a todos cuantos Loki ha engañado, debería matarme a mí mismo... y seguir matando hasta que no quedase dios, ni enano, ni gigante."
Esto hace que Loki se le vuelva en contra en los eventos de Las benévolas, colaborando con Puck y las Furias para raptar al bebé de la metahumana Lyta Hall, lo que le daría a esta la motivación para convertirse en un Avatar de las Furias y asesinar a Morfeo.
Antes de terminar de asesinar a Daniel Hall, el Corintio y Matthew el Cuervo lo encuentran. El Corintio rescata a Daniel y le arranca los ojos a Loki, tras lo cual será nuevamente encerrado bajo tierra por Odín y Thor, para esperar torturado pacientemente al Ragnarok.